# República Socialista Soviética do Azerbaijão
A República Socialista Soviética do Azerbaijão, RSS do Azerbaijão ou RSS Azeri foi uma república soviética localizada no Cáucaso, na fronteira entre a Europa e a Ásia. Incluía um território principal, junto ao mar Cáspio, e o enclave do Naquichevão, a sudoeste. O território principal limitava a norte com a RSS da Geórgia e a RSFS Russa, a leste com o mar Cáspio, do outro lado do qual ficava a RSS Turcomena, a sul com o Irão e a oeste com a RSS da Arménia. Sua capital era a cidade de Bacu.
O Azerbaijão declarou sua independência da União Soviética em 30 de agosto de 1991, tornando-se então membro da Comunidade dos Estados Independentes (CEI).
A República Socialista Soviética do Azerbaijão (rebatizada de "República do Azerbaijão") deixou de existir formalmente em 12 de Novembro de 1995, com a adoção da nova constituição votada em um referendo popular.